# Bathyclupea schroederi
Bathyclupea schroederi is een straalvinnige vissensoort uit de familie van diepzeeharingen (Bathyclupeidae). De wetenschappelijke naam van de soort werd voor het eerst geldig gepubliceerd in 1962 door Dick.